# Iwan Karpyneć
Iwan Karpyneć (ur. ok. 1820) – ukraiński działacz społeczny, poseł na Sejm Krajowy Galicji i do austriackiej Rady Państwa
Urodził się w rodzinie greckokatolickiej. Chłop, właściciel gospodarstwa w Pauszówce w powiecie czortkowskim.
Poseł do Sejmu Krajowego Galicji I kadencji (1861–1867), Wybrany w IV kurii (gmin wiejskich) obwodu Czortków, z okręgu wyborczego Czortków-Jazłowiec-Budzanów. Był członkiem Klubu Ruskiego. 
Był także posłem do austriackiej Rady Państwa I kadencji (2 maja 1861 - 20 września 1865), wybranym przez Sejm w kurii XI – jako delegat z grona posłów wiejskich okręgów: Zaleszczyki, Borszczów, Czortków, Kopyczyńce.